# Polylepis besseri
Polylepis besseri là loài thực vật có hoa trong họ Hoa hồng. Loài này được Hieron. miêu tả khoa học đầu tiên năm 1895.

## Hình ảnh

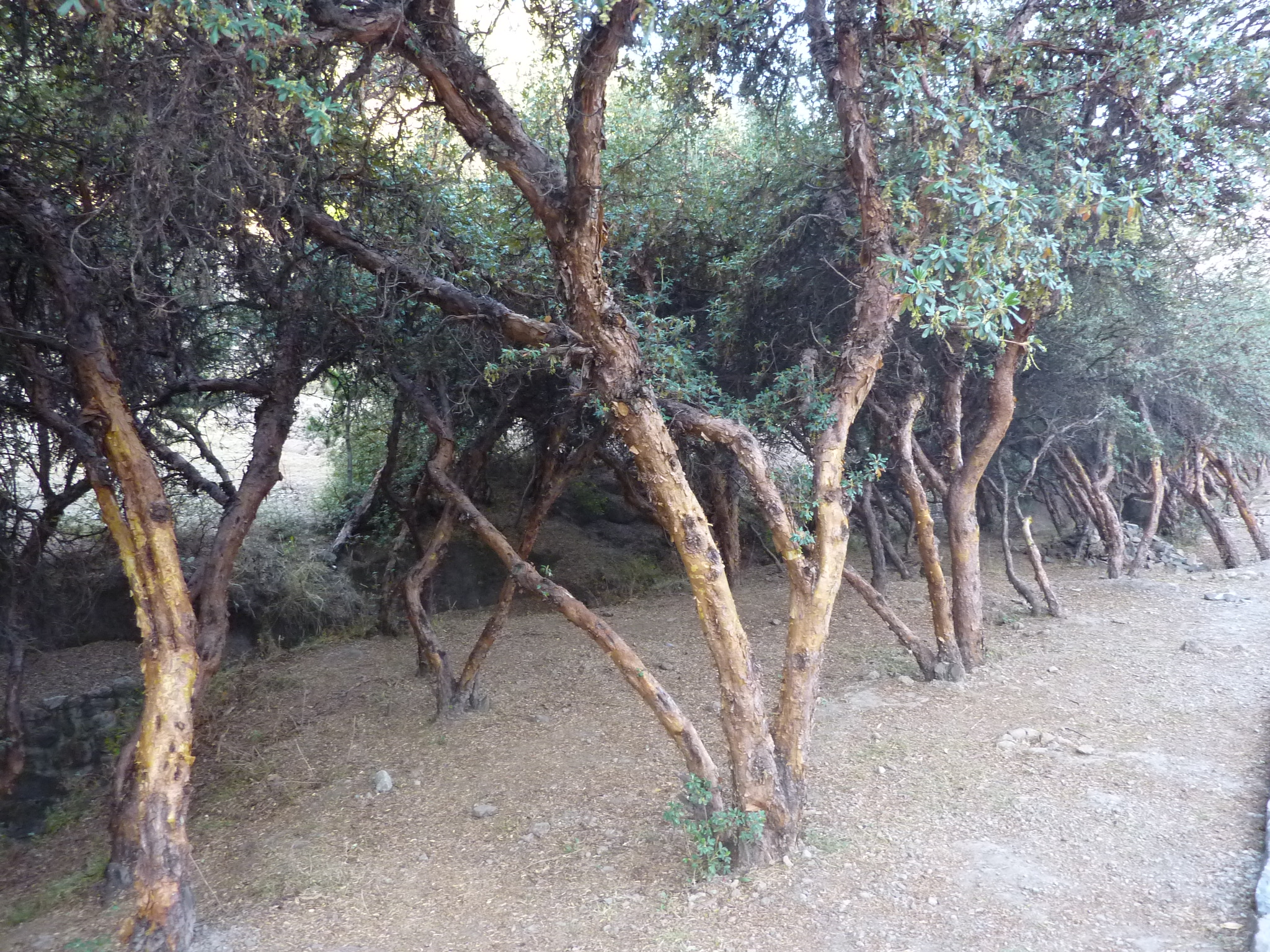